# Зебіл
Зебіл (рум. Zebil) — село у повіті Тулча в Румунії. Входить до складу комуни Сарікіой.
Село розташоване на відстані 218 км на схід від Бухареста, 26 км на південь від Тулчі, 86 км на північ від Констанци, 78 км на південний схід від Галаца.

## Населення
За даними перепису населення 2002 року у селі проживали 1552 особи.
Національний склад населення села:
| Національність | Кількість осіб | Відсоток |
| -------------- | -------------- | -------- |
| румуни         | 1542           | 99,4%    |
| цигани         | 6              | 0,4%     |

Рідною мовою назвали:
| Мова      | Кількість осіб | Відсоток |
| --------- | -------------- | -------- |
| румунська | 1544           | 99,5%    |
| циганська | 6              | 0,4%     |